# ラオネイビー
ラオネイビー（L☆NAVY、英語: Lao Navy、ラーオ語: ລາວເນວີ້）は、ラオスの首都ビエンチャンを拠点に活動する6人組の女性アイドルグループ。

## 概要
ラオス初の女性アイドルグループとして、市川順一朗の総合プロデュースにより、2019年8月にオーディションを経て結成された。

## メンバー
ラオス人は本名よりもニックネームで呼び合うことが一般的であるため、メンバー名はニックネームを使用している。
- Ami/アミ(サブリーダー)：リーダー、ラオス国立大学日本語学科で学ぶ[1]
- Emmy/エミー(センター)
- Tobong/トボン：日本のサブカルチャー大好き少女
- Neuw/ニュー：パンク・ロック大好き少女、ハスキーボイスでファンを魅了
- Momo/モモ
- Tabo/タボー

## 作品

### シングル
| 枚               | リリース日       | タイトル         | 販売形態         | 形態・備考       |
| Lao Navyレーベル | Lao Navyレーベル | Lao Navyレーベル | Lao Navyレーベル | Lao Navyレーベル |
| ---------------- | ---------------- | ---------------- | ---------------- | ---------------- |
| 1                | 2019年9月7日     | Right On Navy!!  | 配信             | 単曲配信         |
| 1                | CD               | Right On Navy!!  |                  |                  |

## 出演
- 2019年
  - 10月19日、ファーストコンサート開催、会場はビエンチャン・Lao Art Arena Theate[2]
  - 11月16日、バンコクでの「Siamdol presents Autumn of IDOL 2019」に出演
  - 12月8日、くまフェス2019（熊本県熊本市）出演